# بارکلی (میشیگان)
بارکلی، میشیگان (به انگلیسی: Berkley, Michigan) یک شهر در ایالات متحده آمریکا با جمعیت ۱۴٬۹۷۰ نفر است که در میشیگان واقع شده‌است.